# Зарнешти (Арђеш)
Зарнешти (рум. Zărnești) насеље је у Румунији у округу Арђеш у општини Малурени. Oпштина се налази на надморској висини од 342 m.

## Становништво
Према подацима из 2002. године у насељу је живело 954 становника, од којих су сви румунске националности.